# Briesen (Halbe)
Briesen (niedersorbisch Brjaze) ist ein Ortsteil der Gemeinde Halbe im Landkreis Dahme-Spreewald des Landes Brandenburg. Der Ort wurde 1455 erstmals urkundlich erwähnt und gehörte damals zur Herrschaft Golßen in der Niederlausitz. Bis zur Eingemeindung nach Halbe war Briesen eine eigenständige Gemeinde.

## Geografische Lage
Briesen liegt etwa sechs Kilometer südlich des Gemeindezentrums von Halbe und ist über die K 6148 (über Oderin und Teurow) zu erreichen. Die Gemarkung grenzt im Westen an Baruth/Mark, im Südwesten an Staakow, im Süden an Schönwald und im Osten an den Ortsteil Krausnick der Gemeinde Krausnick-Groß Wasserburg.
Die Bahnstrecke von Wismar nach Cottbus durchquert den Ortsteil in Nord-Süd-Richtung, während die Bundesautobahn 13 im Westen wenige Kilometer außerhalb der Gemarkung in Nordwest-Südost-Richtung an dem Ortsteil vorbeiführt. Der überwiegende Teil des Gebietes ist mit Wald und Wiesen bewachsen. Durch den Ortskern führt der Seegraben Briesen. Der alte Dahme-Lauf bildet die westliche Gemarkungsgrenze. Beim Forsthaus Hammelstall gibt es wieder zwei kleinere, in der Topographischen Karten namenlose Teiche. Im Urmesstischblatt 3948 Oderin von 1841 befand sich hier noch ein größerer See, in der Karte nur der See genannt und ein kleinerer Teich, Wierich-Teich genannt. Der See und der Teich wurden später trockengelegt. Der Ortskern liegt auf etwa 50 m ü. NHN.
Auf der Gemarkung Briesen liegen der bewohnte Gemeindeteil Staakmühle, der Wohnplatz Forsthaus Hammelstall, sowie das Areal des Ferienresort Tropical Islands und der größere Teil des ehemaligen Flugplatzes Brand.

## Geschichte
Briesen wurde 1455 erstmals urkundlich erwähnt und gehörte zu dieser Zeit fast vollständig zur Herrschaft Golßen, die sich damals im Besitz derer von Stutterheim befand. Der Name leitet sich von nso. brjazyna = Birkenhain, Birkenwäldchen ab. Nach Rudolf Lehmann soll die ursprüngliche Dorfstruktur ein Straßendorf gewesen sein.

### Die Stutterheimsche Besitzzeit
Briesen war ursprünglich ein Teil der Herrschaft Golßen der Niederlausitz, die hier mit Oderin und Briesen keilartig in das Gebiet des Kurfürstentum Brandenburg hinein ragte. Innerhalb der Kreiseinteilung der Niederlausitz gehörte Briesen zum Luckauischen Kreis. 1439 hatten vier Brüder von Stutterheim, Otto, Georg, Heinrich und Hans. Von den vier Brüdern hatten Otto und George Nachkommen, unter denen die Herrschaft Golßen weiter vererbt wurden. Durch Erbteilungen und Teilverkäufe verlor die Herrschaft Golßen bis ins 17. Jahrhundert hinein ihren Charakter als Herrschaft. Schon um 1500 gehörten dem Siegemund von Chlome zu (Neu-)Zauche einige Zinsleute in Briesen. Diese musste er dem Rat zu Lübben und dem Altaristen des Altars Mariä Verkündigung in der Stadtkirche von Luckau Valentin Gast wegen eines Darlehens von 50 Gulden verpfänden. Anderer Fremdbesitz in Briesen ist nicht bekannt. In einigen Dörfer, die ursprünglich zur Herrschaft Golßen gehörten, bildeten sich neue Rittersitze und Rittergüter, darunter auch in Golßen.
1517 wurden die Brüdern und Vettern Friedrich, Nickel, Andreas und Georgs unmündiger Sohn Christoph, alle von Stutterheim mit der Herrschaft Golßen belehnt; unter den zugehörigen Dörfern war auch Briesen. Dieser 1517 noch unmündige Christoph besaß zwar noch einen Anteil von Golßen, neben anderen Besitzungen, unter anderem einem Anteil an Briesen, hatte sich schon in Krossen einen eigenen Rittersitz angelegt.  Sein Sohn George starb noch vor ihm, hatte aber drei Söhne, Philipp, Ernst und Christoph, die nach dem Tod des Großvaters 1578/79 mit dem Vorwerk und Rittersitz Krossen, Dorf und Vorwerk Waldow, Briesen, sowie Anteilen an den Dörfern Drahnsdorf, Jetsch, Wendisch-Gersdorf und Falkenhain belehnt. 1596 teilten sie den Besitz auf. Christoph (1580 noch unmündig, † 1641) erhielt in der Erbteilung Briesen und einen Anteil von Drahnsdorf. Vermutlich war es dieser Christoph, der in Briesen einen Rittersitz aufbaute und somit dem Grundstock für das Rittergut Briesen legte. 1596 kaufte er von seinen Vettern Bartusch, Apollo und Reichardt deren Anteil an Oderin für 1.700 Gulden. 1625 konnte er für 2.100 Gulden ein weiteres Lehnstück an Oderin von Heinrich von Stutterheim erwerben. Nach dem Tod seines Bruders Philipp 1600 hatte er Waldow geerbt, und nach dem Tod seines Neffen Georg 1630 fiel ihm dessen Hälfte von Krossen  und einen Anteil an Falkenhain zu. Doch der Dreißigjährige Krieg  brachte große Verwüstungen über die Gegend. So musste er 1632 den Landvogt wegen Terminversäumnissen in Lehnssachen um Entschuldigung bitten. Dabei erwähnte er, dass er mit Frau und Kindern wochenlang in den Wäldern hausen musste, wo er sich vor der Soldateska in Sicherheit gebracht hatte. Das Rittergut Briesen war völlig verwüstet; er konnte die Kontributionen nicht mehr bezahlen und musste 1637 um Stundung bitten. Waldow hatte er schon 1630 verkauft, die Anteile Drahnsdorf und Falkenhain musste er ebenfalls verkaufen. Letztendlich musste er auch die Hälfte von Krossen verkaufen und behielt nur noch Briesen und den Anteil Oderin. Trotzdem war dieser Besitz so überschuldet, dass nach seinem Tod 1641 der Konkurs folgte. Immerhin konnte sein Sohn Hans George Briesen für 2.500 Gulden aus der Konkursmasse zurück kaufen. Der Anteil Oderin wurde von Hans Ernst von Schlieben erworben.
Auch noch 1651 wird Briesen als so da zimblich oede undt wueste sich befunden beschrieben. Trotz aller Widrigkeiten gelang es George von Stutterheim das Gut Briesen wieder aufzubauen. Er war zweimal verheiratet, in erster Ehe mit Anna Sibylla von Oppen (Eltern: George von Oppen und Anna Sibylla von Langen auf Kossenblatt) und in zweiter Ehe mit Anna Sophie von Kettwigk. George starb zwischen 1661 und 1664. Er hatte aus der ersten Ehe sieben Kinder, die zweite Ehe war kinderlos. Seine Witwe Anna von Kettwigk wirtschaftete zunächst weiter, verpachtete das Gut 1681 an Hans Wilhelm von Stutterheim auf Waldow. 1687 übernahm George, ihr Stiefsohn, das Rittergut Briesen. Er war mit Eva Catharina von Schlieben verheiratet, der Tochter des Hans Ernst von Schlieben aus dem benachbarten Oderin, die 800 Taler Ehegeld mit in die Ehe brachte. Da seine zwei älteren Brüder unverheiratet starben, war er alleiniger Erbe von Briesen. 1723 übergab er Briesen seinem Sohn George Wilhelm; dieser musste den Unterhalt der Eltern und die standesgemäße Ausstattung seiner Schwestern übernehmen. George Wilhelm starb unverheiratet 1732. Der Vater überschrieb nun Briesen seinem älteren Sohn Adam Heinrich. Ab 1742 verpachtete Adam Heinrich das Gut Briesen für jährlich 800 Taler an seinen Schwager Carl August von Stutterheim adH Ogrosen, der mit seiner Schwester Johanna Louise verheiratet war. 1744 starb Carl August und seine Witwe Johanna Louise übernahm nun die Pacht. Der nächste Schicksalsschlag folgte nur zwei Jahre später, denn 1745 starb ihr Bruder Adam Heinrich, der Inhaber des Lehens. Da Briesen Mannlehen war, konnte sie das Gut nicht erben.
Das Rittergut Briesen fiel nun an entfernte Verwandte, Christian Heinrich und Carl Friedrich von Stutterheim auf Serba (Saale-Holzland-Kreis, Thüringen). Carl Friedrich verkaufte seine Hälfte an Briesen an seinen Bruder; er starb 1748 kinderlos. 1749 verkaufte Christian Heinrich Briesen für 16.150 Taler an Joachim Seyfried von Schlieben auf Oderin.

### Die Schliebensche Besitzzeit
Mit ihm begann nun die Besitzzeit der von Schlieben, die bis 1817 in Briesen saßen. Joachim Seyfried von Schlieben war der Sohn des Hans Joachim von Schlieben von Oderin und der Christina von Stutterheim aus dem Hause Pitschen. Er leistete am 9. Juli 1750 den Lehnseid für Briesen. Das Rittergut Briesen konnte er allerdings nicht aus eigenen Mitteln bezahlen, sondern musste dazu ein Darlehen in Höhe von 3.000 Talern von der Luckauer Kirchenkasse aufnehmen. Er hatte 1708 Marie Elisabeth von Berger geheiratet. Aus der Ehe waren vier Söhne und eine Tochter hervorgegangen. Allein drei seiner Söhne waren Offiziere der preußischen Armee, der älteste Sohn Joachim Wilhelm, der später das Rittergut Jetsch kaufte, war Landesdeputierter des Kreises Luckau. Joachim Seyfried von Schlieben starb am 23. Juni 1757. In der Erbteilung, die per Los entschieden wurde, erhielt Joachim Wilhelm das Gut Oderin, das auf 16.000 Taler geschätzt wurde, der zweite Bruder Hans Ernst erhielt Briesen, das damals auf einen Wert von 14.000 Talern geschätzt wurde, und der dritte Bruder Georg Friedrich erhielt das Gut Riesdorf (Gemeinde Niederer Fläming, Landkreis Teltow-Fläming), das auf 6.000 Taler geschätzt wurde.
Hans Ernst von Schlieben, der neue Lehensherr von Briesen, hatte mit seiner Frau Catharina Johanna von Bredow drei Töchter, die nicht lehnberechtigt waren; Briesen war Mannlehen. So wurden die Mitbelehnten Vettern von Schlieben, Georg Friedrich auf Rietzneuendorf sowie seine Neffen aus dem Haus Oderin, Seyfried Ernst, Caspar Seyfried, Sigismund Wilhelm und Hans Friedrich Wilhelm mit dem Rittergut Briesen belehnt. Allerdings steckte in dem Rittergut eine große Summe Geldes, das der Witwe Catharina Johanna von Bredow gehörte und so prozessierte sie gegen die Belehnung. Schließlich mussten ihr die Belehnten das Gut 1786 abtreten und sie erhielt 1787 den Lehnbrief über Briesen und das Recht der freien Disposition. Am 29. Januar 1807 starb Catharina Johanna und wurde in Krossen begraben. Danach erhielt Hans Friedrich Wilhelm von Schlieben auf Oderin das Rittergut Briesen, der es aber umgehend für 20.000 Taler an Wilhelmine Luise Elisabeth von Schlieben, Tochter der Catharina Johanna von Bredow. Wilhelmine Luise Elisabeth (Elisabeth) verkaufte Briesen 1822 an den Ökonomen Johann Gottlob Meyer um 39.000 Taler (Berghaus schreibt 1826). 16.000 Taler blieben als unblösliches Hypothekenkapital auf dem Rittergut Briesen stehen und mussten mit 5 % verzinst werden. Wilhelmine Luise Elisabeth von Schlieben, die vor allem als deutsche Lyrikerin bekannt wurde, machte danach einige wohltätige Stiftungen im Dorf, die nach ihrem Tode zur Ausführung kommen sollte. Eine Stiftung zog sie vor; 1825 setzte sie 6.000 Taler des Stiftungskapital, also 300 Taler jährliche Zinsen für die Begründung und Unterhalt einer Freischule in Briesen ein, die danach auch aufgebaut wurde. Die Briesener würdigten diese Frau, indem sie eine Straße, die Elisabeth-von-Schlieben-Straße nach ihr benannten.

### Die Zeit nach den von Schlieben – rasche Besitzerwechsel
Johann Gottlob Meyer erhielt am 28. Juli 1819 den Lehnbrief über das Rittergut Briesen. 1830 verkaufte er Briesen an den Generalpächter des Amtes Rotzis Johann Friedrich Romanus. Dieser starb bereits 1832 und vererbte Briesen an seine Söhne Friedrich und Gustav Romanus. Sie verkauften Briesen 1839 für 24.000 Taler an Carl August Winzer, der es vier Jahre später (1842) für 50.000 Taler an Paul Biegner weiter veräußerte. 1851 war Briesen in den Besitz eines NN Misch gekommen, der es für 50.000 Taler gekauft hatte. 1856 bzw. 1860/61 gehörte das Rittergut Briesen Alfred Freiherr von Kottwitz. 1866 wurde Briesen von den Brüdern Wilhelm und Gustav Lehmann erworben, die es bis nach 1875 besaßen. 1879 nennen Ellerholz et al. einen NN Vater als Besitzer. 1885 war der Landrat a. D. von Keller im Besitz von Briesen. Von 1894 bis 1910 gehörte das Gut dem Euskirchner Düngemittelfabrikanten Joseph Lückerath. Auf dem Gutsgelände wurde eine Brennerei betrieben. Zum Gut gehörte auch eine 1873 angelegte Ziegelei. 1910 gelangte der Berliner Theaterunternehmer Fritz Paul Jentz in den Besitz des Rittergutes Briesen. Er ließ von 1910 bis 1912 ein repräsentatives Herrenhaus im neobarocken Stil – im Volksmund Theaterschloss genannt – neben dem alten Herrenhaus errichten.
Niekammer’s landwirtschaftliche Güter-Adreßbücher von 1923 gibt eine Gesamtgröße des Ritterguts von 1500 Hektar (ha) an. Davon waren 300 ha Acker, 150 ha Wiesen und 1050 ha Wald. 48 Pferde, 170 Stück Vieh, davon 100 Milchkühe und 20 Schweine standen in den Ställen. Der Grundsteuerreinertrag war auf 7500 Mark angesetzt.
1926 ging Fritz Paul Jentsch in Konkurs. 1928 wurde das Gut zwangsversteigert. 1929 war Karl Hiller der Besitzer des Briesener Rittergutes. Er ließ das Gut von einem Administrator Walter Söhren bewirtschaften. Das Gut umfasste damals noch 1240 ha, davon waren 260 ha Acker, 75 ha Wiesen und 905 ha Wald. In den Ställen standen 25 Pferde, 20 Milchkühe und 10 Schweine. Der Grundsteuerreinertrag war nun auf 3700 Reichsmark angesetzt. 1935 und 1938 war Baron Iwan Eduard von Stietencron Besitzer des Gutes in Briesen. Und von 1941 bis 1945 gehörte es der Braunkohlen-Aktiengesellschaft, die das Schloss als Erholungsheim nutzte. In der Bodenreform nach dem Zweiten Weltkrieg wurde das Gut enteignet.

### Ortsgeschichte
1708 wohnten in Briesen sechs Bauern, sechs Kossäten und fünf Büdner. Das Dorf hatte 1410 Gulden Schatzung. 1755 lebten in Briesen 144 Konsumenten, 69 männliche und 75 weibliche. Die durchschnittliche Ernte in Dresdener Scheffel betrug 594 Scheffel Korn, 10 Scheffel Weizen, 226 Scheffel Gerste, 104¾ Scheffel Hafer, 30¾ Scheffel Erbsen, 72½ Heidekorn (Buchweizen), 6 Scheffel Hopfen und 12 Scheffel Lein. 1810 wohnten in Briesen vier Bauern, vier Kossäten und 21 Häusler oder Büdner. Die Topographisch-statistische Uebersicht des Regierungsbezirks Frankfurth an der Oder von 1820, die den Stand von 1818 wiedergibt, liefert eine recht ausführliche Beschreibung des Dorfes. Briesen wird als adliges Dorf mit 35 Feuerstellen und 190 Seelen beschrieben. Zur Briesener Wassermühle gehört ein Wohnhaus mit drei Bewohnern. In der Briesener Schäferei (oder Hammelstall genannt) stand ein Wohnhaus, in dem fünf Personen wohnten. Zwei Häuslerwohnungen etwas außerhalb des Dorfkerns sind als Briesener Kolonistenhäuser erwähnt. Sie hatten elf Bewohner.
1844 beschreibt die Topographisch-statistische Uebersicht des Regierungs-Bezirks Frankfurt an der Oder Briesen als Dorf mit einer Schäferei, Kolonistenhäusern und einer Windmühle. 1867 ist Briesen dann als Dorf mit einer Schäferei, Kolonistenhäusern und einer Windmühle erwähnt. Insgesamt hatte Briesen nun 42 Häuser und 309 Einwohner.

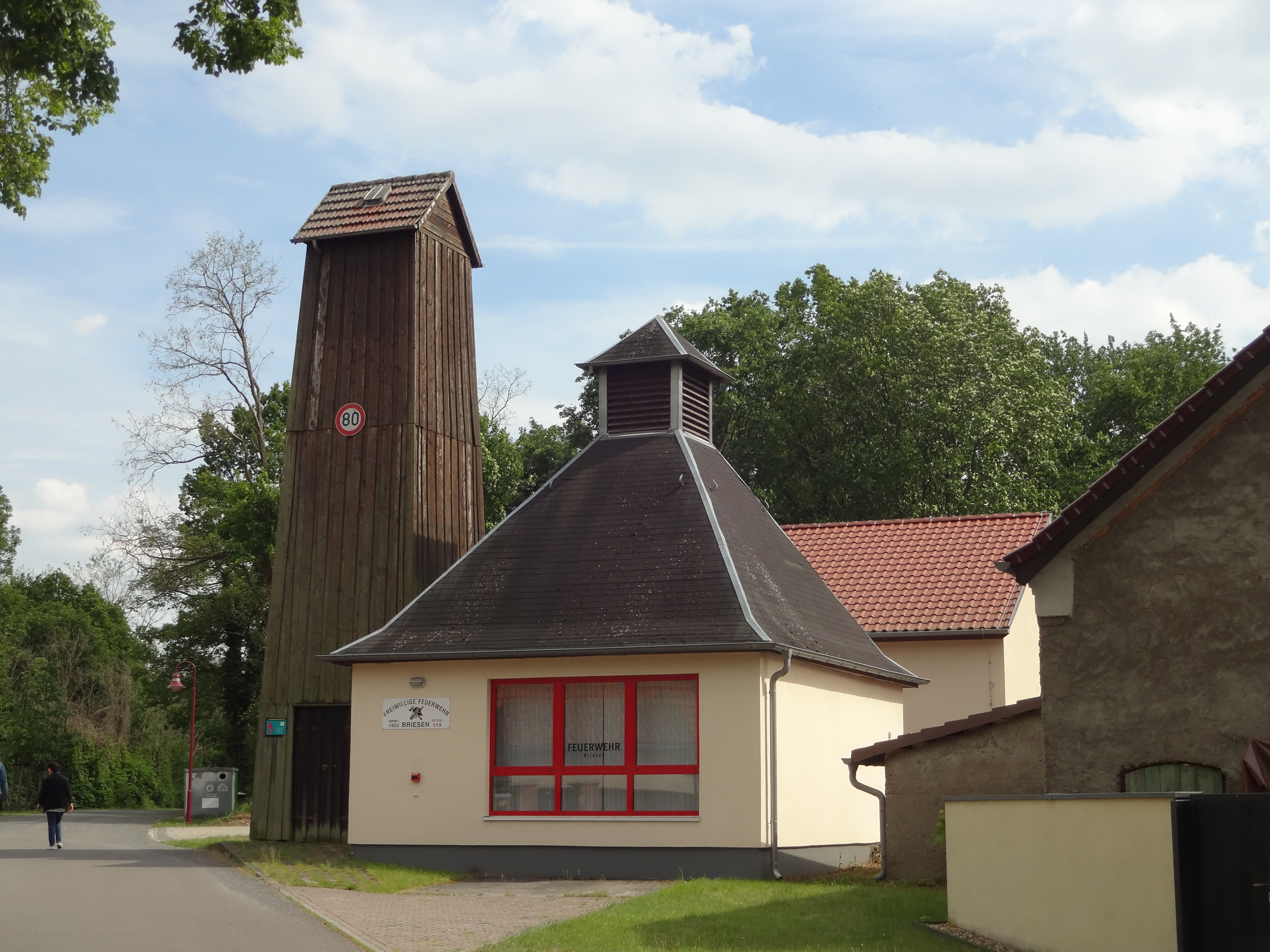
Feuerwehrhaus

Ende des 19. Jahrhunderts erlebte die Gemeinde einen wirtschaftlichen Aufschwung durch den Bau der Bahnstrecke Berlin–Görlitz. 1933 gründete sich die Freiwillige Feuerwehr Briesen.

### Die Briesener Wassermühle
Von der Briesener Wassermühle haben sich oberirdisch keine Reste erhalten. Sogar die genaue Lage ist nicht ganz sicher. Sie lag an einem kleinen rechtsseitigen Nebenbach der Dahme, der durch Briesen fließt. Heute steht er als Seegraben Briesen in der Karte. Im Urmesstischblatt sind unterhalb des Ortskerns zwei Teiche verzeichnet, ein großer oberer Teich (der Große Teich) und ein kleiner unterer Teich (der Kleine Teich). Sie sind heute durch den Seegraben Briesen fast trockengelegt. Lediglich im ehemaligen oberen Teich sind heute zwei temporäre kleinere Wasserflächen erhalten. Die Dämme der beiden Teiche sind im Gelände noch gut zu erkennen. In Juschus et al. wird angenommen, dass die Mühle auf dem Damm des oberen Teichs stand, basierend auf Kartenmaterial von 1810. Leider wird keine Quelle angegeben, um welches Kartenmaterial es sich handelt. Die Topographisch-statistische Uebersicht des Regierungsbezirks Frankfurth an der Oder von 1820 erwähnt noch die Briesener Mühle als Wassermühle mit einem Wohnhaus und drei Bewohnern. Sie fehlt aber schon auf der Separationskarte von 1826, publiziert in Wendland und Wendland. Es ist also sehr wahrscheinlich, dass die Mühle schon vor der Aufnahme der Separationskarte von 1826 abgerissen wurde. Die Topographisch-statistische Uebersicht des Regierungs-Bezirks Frankfurt an der Oder von 1844 (Stand 1840) erwähnt dann nur noch eine Windmühle, keine Wassermühle mehr. Auch das Urmesstischblatt 3948 Oderin von 1841 zeigt nur noch die Windmühle östlich des Ortes.

### Die Briesener Windmühle
Die Briesener Windmühle stand auf einem kleinen Hügel knapp außerhalb und östlich des Ortskerns (Lage: ). Über deren Geschichte ist wie über die der Wassermühle wenig bekannt. Sie ist noch in der Topographischen Karte von 1902 eingezeichnet und fehlt dann in der Ausgabe von 1928. Nach der Separationskarte von 1826, publiziert in Wendland und Wendland handelte es sich um eine Bockwindmühle. Die Briesener Bockwindmühle brannte am Dienstag, dem 12. Mai 1925, nieder. Ausgelöst wurde der Brand laut Luckauer Kreis-Zeitung vom 16. Mai 1925 durch eine Explosion des Elektromotors, der durch den Mühlenbesitzer Hellwig neu installiert wurde.

### Das alte Herrenhaus und das Theaterschloss
Briesen besitzt zwei Herrenhäuser, das sogenannte alte Herrenhaus und das wesentlich jüngere, neobarocke sogenannte Theaterschloss.
Das alte Herrenhaus wurde um/nach 1750 von dem Offizier in preußischen und sächsischen Diensten Hans Ernst von Schlieben errichtet. Es handelt sich um einen zweigeschossigen Fachwerkbau von neun zu vier Achsen. 1912 wurde das alte Herrenhaus vom damaligen Besitzer Fritz Paul Jentz verputzt und mit zwei Eingängen versehen.
Das Theaterschloss wurde von 1910 bis 1912 vom damaligen Besitzer des Metropoltheaters in Berlin Fritz Paul Jentz errichtet. Es wurde wahrscheinlich vom damaligen Berliner Landhausarchitekten Alfred Wessel entworfen. Das mondäne Schloss war auch als Klein Sanssouci bekannt, im Volksmund dagegen eher als Theaterschloss.
Nach dem Krieg war das Schloss von 1945 bis Februar 1948 von der Roten Armee in Beschlag genommen. Danach war es bis August 1951 Sitz der Kreisparteischule der SED. Von Oktober 1951 bis 1991 wurde es als Oberschule genutzt. Das Gebäude wurde dann von der Treuhandanstalt übernommen. 1996 wurde es nach fünfjährigem Leerstand von der Treuhandanstalt an den Unternehmer Roland Lipp verkauft. 2011 stand es erneut zum Verkauf. Es wird heute als Veranstaltungsort für Bälle, Feste und Seminare angeboten.

### Kommunale Geschichte
Der Ort Briesen gehörte wie auch das benachbarte Oderin zum Luckauischen Kreis der Niederlausitz; beide Orte ragten nach Norden wie ein Keil in das Gebiet der Mark Brandenburg hinein. Erst 1815 kam die Niederlausitz und damit auch Briesen an die Mark Brandenburg (bzw. ab 1816 Provinz Brandenburg). Auch nach der Gebiets- und Kreisreform von 1816 blieb Oderin im Landkreis Luckau, der aber einen etwas anderen Zuschnitt bekommen hatte. Mit der Kreisreform von 1952 in der DDR kam Briesen zum neu gebildeten Kreis Königs Wusterhausen, der in der Kreisreform 1993 im Land Brandenburg zusammen mit den Kreisen Lübben und Luckau mit kleineren Grenzkorrekturen zum Landkreis Dahme-Spreewald vereinigt wurde.
Im Zuge der Ämterbildung im Land Brandenburg wurde 1992 das Amt Schenkenländchen gebildet, Briesen war eine der amtsangehörigen Gemeinden. Mit der Kommunalwahl am 26. Oktober 2003 wurden die Gemeinden Briesen, Freidorf und Oderin in die Gemeinde Halbe eingemeindet. Briesen wurde nun ein Ortsteil der Gemeinde Halbe. Im Ortsteil Briesen wird ein Ortsbeirat bestehend aus drei Mitgliedern gewählt, die aus ihrer Mitte den/die Ortsvorsteher/Ortsvorsteherin wählen. Ortsvorsteherin Briesen ist Susann Fischer (2021).

### Einwohnerzahlen
| Jahr      | 1818 | 1846 | 1861 | 1871 | 1890 | 1900 | 1910 | 1925 | 1939 | 1946 | 1950 | 1964 | 1971 | 1981 | 1991 | 2002 |
| Einwohner | 209  | 280  | 317  | 379  | 396  | 415  | 384  | 478  | 496  | 734  | 686  | 563  | 541  | 438  | 375  | 318  |

### Kirchliche Geschichte
Briesen war 1723, 1820, 1844 und 1867 nach Oderin eingepfarrt. Es gehört heute zur Evangelischen Kirchengemeinde Oderin im Pfarrsprengel des Evangelischen Kirchenkreises Zossen-Fläming.

## Sehenswürdigkeiten und Kultur
- Tropical Islands, ein tropischer Freizeitpark in der ehemaligen Cargolifter-Werfthalle, die als größte freitragende Halle der Welt gilt.
- Das neobarocke Herrenhaus wurde 1910–1912 als verputzter, durch Lisenen gegliederter Bau mit einem mächtigen Mittelrisalit auf einer Anhöhe errichtet. Den Park legte die Berliner Baumschule Späth in den Jahren ab 1910 bis 1930 an.
- Das alte Herrenhaus für Hans Ernst von Schlieben entstand vermutlich in der Mitte des 18. Jahrhunderts und wurde innen um 1850 sowie um 1900 verändert.
- denkmalgeschütztes Fachwerkhaus Kirchweg 1 sowie Wohn- und Geschäftsgebäude Unter den Linden 12 und 26
- Denkmal für die Gefallenen der Völkerschlacht zu Leipzig 1813 (eingeweiht 1913) und später auch für die Opfer aus dem Ersten und Zweiten Weltkrieg

## Wirtschaft
Der Ortsteil wird im Wesentlichen vom Freizeitpark Tropical Islands und der Landwirtschaft geprägt. Daneben existieren einige Kleingewerbetreibende, die Unterkünfte für Touristen anbieten, ein Möbelgeschäft und ein Transportunternehmen sowie ein Gasthof.

## Infrastruktur
In Briesener Gemeindeteil Brand befindet sich der Bahnhof Brand Tropical Islands, der bis 2015 Brand (Niederlausitz) hieß und eine Verbindung nach Berlin und Cottbus ermöglicht. Die Regionale Verkehrsgesellschaft Dahme-Spreewald bedient den Bahnhof mit mehreren Buslinien, die nach Lübben, Staakmühle, Golßen sowie zum Freizeitpark führen. Über die Landstraße 117 wird in westlicher Richtung die Anschlussstelle Staakow der Autobahn 13 erreicht. Sie führt als Tropical-Islands-Allee in östlicher Richtung nach Krausnick. In nördlicher Richtung führt die Kreisstraße Kreisstraße 6148 nach Oderin.